# Госпођа Даутфајер
Госпођа Даутфајер (енгл. Mrs. Doubtfire) је амерички филм (комедија) снимљен 1993. године у режији Кристофера Коламбуса а базиран на новели „Madame Doubtfire“ писца Ен Фајн (енг. Anne Fine).
Данијел, разведени глумац, прерушава се у госпођу Даутфајер, остарелу шкотску домаћицу, како би радио у кући своје бивше жене и проводио више времена са својом децом.

## Радња
Данијел Хилард (Робин Вилијамс), талентовани је глумац синхронизације, који живи у Сан Франциску. Данијел обожава своју децу: Лидију (Лиса Џејкоб), Криса (Метју Лоренс) и Натали (Мара Вилсон). Међутим, његови чести испади иритирају његову супругу Миранду (Сали Филд). Она га сматра неодговорним одраслим дететом. После још једне Данијелове шале, Миранда подноси захтев за развод. На суду јој додељују децу, јер Данијел нема ни дом ни посао.
Данијел касније сазнаје, да Миранда жели да унајми кућну помоћницу да се брине о деци. Он тихо мења број телефона у огласу и зове је неколико пута, имитирајући различите гласове. Последњи пут се јавила госпођа Даутфајер, старија шкотска дадиља. Миранда позива госпођу Даутфајер на састанак. Брат хомосексуалац и његов партнер Џо, помажу Данијелу да промени свој изглед.
Ни Миранда ни деца не препознају Данијела у лику госпође Даутфајер и Миранда је (га) ангажује. Након кратког временског периода, ексцентрична дадиља постаје саставни део породице. Данијел проналази посао и чисти свој неуређен стан. Али када примети Мирандиног новог удварача, Стјуарта Данмајера (Пирс Броснан), обузима га љубомора.
Једног дана, Крис и Лидија случајно сазнају да је госпођа Даутфајер заправо њихов отац. Брат и сестра обећавају да ће сакрити тајну своје дадиље.
Извршни директор ТВ студија, Џонатан Ленди (Роберт Проски) позива Данијела на вечеру, у ресторану Бриџес да разговара о новим идејама за једну од дечијих ТВ емисија. Све би било у реду, али Миранда позива госпођу Даутфајер на свечану вечеру у исто време и на истом месту. Током неколико прерушавања и смешних инцидената на крају вечере, госпођа Даутфајер случајно показује своје право лице. Миранда хистерично напушта ресторан са децом.
На следећем судском рочишту Миранда добија пуно старатељство над децом, а Данијелу је дозвољено да их виђа само под надзором и једном недељно.
Миранда, схватајући да је госпођи Даутфајер много боље, опрашта Данијелу и дозвољава му да се састане са децом у било ком тренутку и без надзора.

## Глумци
- Робин Вилијамс (Robin Williams) као Данијел Хилард / госпођа Јуфиџинаја Даутфајер
- Сaли Филд (Sally Field) као Миранда Хилард, Данијелова бивша жена
- Метју Лоуренс (Matthew Lawrence) као Кристофер Хилард, Данијелов син
- Лиза Џејкаб (Lisa Jakub) као Лидија Хилард, његова старија ћерка
- Мара Вилсон (Mara Wilson) као Натали Хилард, његова млађа ћерка
- Харви Фајерстајн (Harvey Fierstein) као Френк Хилард, његов брат
- Пирс Броснан (Pierce Brosnan) као Стјуарт Данмајер, Селин дечко
- Ен Хејни (Anne Haney) као госпођа Селнер, социјални радник